# Peucedanum gallicum
Peucedanum gallicum es una especie de planta herbácea  perteneciente a la familia Apiaceae. 

## Descripción
Es una planta perenne. Con rizoma de (7)9-17(20) mm de diámetro. Cepa recubierta por un denso entramado de restos fibrosos. Tallo de 35-100(130) cm de altura, cilíndrico, de 3-6 mm de diámetro, sólido, glabro, verde, con estrías blancas, con frecuencia algo teñido de rojo, y 2-3 ramas, generalmente en la mitad superior, alternas, que forman con él ángulos de más de 30°. Hojas basales hasta de 40- 45 cm; limbo triangular-invertido, hasta de 25 × 20 cm, más ancho que largo, (2)3(4) ternatisecto, con divisiones de primer y segundo orden largamente pecioluladas, divisiones de último orden hasta de 40-50 × 3,5-4 mm, estrechamente lanceoladas, a veces ligeramente falcadas, mucronadas, de borde entero, revoluto, y margen muy finamente denticulado, glabras, pecíolo de longitud parecida a la del limbo, cilíndrico, que se ensancha progresivamente hacia la base en vaina de margen escarioso; hojas medias (1)2 ternatisectas; hojas superiores simples, de 1-1,5 cm, lineares, con pecíolo envainador, más ancho que el limbo, vainas de las hojas medias y superiores con borde membranáceo muy estrecho, con frecuencia ondulado y rojizo. Las inflorescencias en umbelas con 10-16(20) radios de 9-17 mm en la floración y de 20-40 mm en la fructificación, con nervios escábridos, sobre todo los de la parte interna de la inflorescencia. Brácteas (2)7-9, de 4-7 mm, lineares, con un finísimo reborde más claro. Umbélulas con (10)15-25 flores, con radios de 3- 6 mm, escábridos y papilosos. Bractéolas (4)8-10, de 2-6 mm, lineares, desiguales. Cáliz con dientes de 0,2-0,4 mm, anchamente triangulares, de ápice blanquecino. Pétalos de 0,9 × 0,8 mm, ovales, emarginados, blanquecinos o rosáceos, con el nervio central verde. Estilopodio anchamente cónico; estilos divergentes, filiformes, rematados en estigma corto, ligeramente más grueso que el estilo. Frutos 4,4-5,5 × 3,6-3,9 mm, de contorno elíptico, ligeramente emarginados en el ápice y la base; mericarpo obscuro, con 3 costillas bien visibles, levemente arqueadas; ala de (0,4)0,6-0,8 mm de anchura, fina.

## Distribución y hábitat
Se encuentra en pastizales, zonas de matorral abierto, brezales, márgenes de ríos y orlas de bosques, en suelos ± secos y pedregosos, preferentemente en substratos ácidos; a una altitud de 10-1200 metros en el NW de la península ibérica, más W, C y N de Francia. Disperso por el tercio N de la Península, desde Portugal y Galicia hasta el País Vasco.

## Taxonomía
Peucedanum gallicum fue descrita por   Marc Antoine Louis Claret de Latourrette y publicado en Chlor. Ludg.: 7 (1785)
Citología
Número de cromosomas de Peucedanum gallicum (Fam. Umbelliferae) y táxones infraespecíficos: n=11
Sinonimia
- Peucedanum gallicum var. majus Merino
- Peucedanum gallicum var. rodriguezii Merino
- Peucedanum parisiense DC. in Lam. & DC.
- Peucedanum refractum Vill.[5]